# San Carlos (khu tự quản)
San Carlos là một khu tự quản thuộc bang Cojedes, Venezuela. Thủ phủ của khu tự quản San Carlos đóng tại San Carlos. Khự tự quản San Carlos có diện tích 2507 km2, dân số theo điều tra dân số ngày 21 tháng 10 năm 2001 là 83957 người.